# Magdalon Monsen
Johannes Magdalon Monsen (ur. 19 kwietnia 1910 w Bergen, zm. 4 września 1953 tamże) – piłkarz norweski grający na pozycji napastnika. W swojej karierze rozegrał 5 meczów w reprezentacji Norwegii.

## Kariera klubowa
W swojej karierze piłkarskiej Monsen grał w klubie SK Hardy z miasta Bergen.

## Kariera reprezentacyjna
W reprezentacji Norwegii Monsen zadebiutował 3 listopada 1935 roku w przegranym 0:2 towarzyskim meczu ze Szwajcarią, rozegranym w Zurychu. W 1936 roku zdobył brązowy medal na Igrzyskach Olimpijskich w Berlinie. W kadrze narodowej od 1935 do 1939 roku rozegrał 5 spotkań.